# Всеобщие выборы в Сенегале (1968)
Всеобщие выборы в Сенегале прошли 25 февраля 1968 года, на которых избирались президент и депутаты Национального собрания. К моменту выборов в Сенегале была установлена однопартийная система, единственной разрешённой партией был Сенегальский прогрессивный союз. В результате на президентских выборах был переизбран единственный кандидат от партии Леопольд Седар Сенгор. На парламентских выборах избиратели голосовали за список из 80 кандидатов от Сенегальского прогрессивного союза, который и получил все 80 мест Национального собрания. 

## Результаты

### Президентские выборы
| Кандидат                             | Партия                               | Голоса    | %    |
| ------------------------------------ | ------------------------------------ | --------- | ---- |
| Леопольд Седар Сенгор                | Сенегальский прогрессивный союз      | 1 229 927 | 100  |
| Недействительных/пустых бюллетеней   | Недействительных/пустых бюллетеней   | 7 504     | −    |
| Всего                                | Всего                                | 1 237 431 | 100  |
| Зарегистрированных избирателей/ Явка | Зарегистрированных избирателей/ Явка | 1 306 791 | 94,6 |
| Источник: Sternberger et al.         |                                      |           |      |

### Парламентские выборы
| Партия                               | Голоса    | %    | Места | +/− |
| ------------------------------------ | --------- | ---- | ----- | --- |
| Сенегальский прогрессивный союз      | 1 209 984 | 100  | 80    | 0   |
| Недействительных/пустых бюллетеней   | 5 746     | −    | −     | −   |
| Всего                                | 1 215 730 | 100  | 80    | 0   |
| Зарегистрированных избирателей/ Явка | 1 306 791 | 93,0 | −     | −   |
| Источник: Sternberger et al.         |           |      |       |     |